# Castianeira floridana
Castianeira floridana là một loài nhện trong họ Corinnidae.
Loài này thuộc chi Castianeira. Castianeira floridana được Richard C. Banks miêu tả năm 1904.